# Canabalt
Canabalt est un jeu vidéo de plates-formes développé en Flash par Adam Saltsman, publié sur Internet le 19 octobre 2009. Le jeu est ensuite adapté sur iPhone, iPad, Android. De plus, une adaptation officielle est réalisée sur Commodore 64. Le jeu est reconnu comme étant l'un des premiers jeu du sous-genre endless runner, où le personnage avance tout seul et le joueur ne peut effectuer que l'action de sauter.

## Système de jeu
Canabalt est un jeu de plates-formes simpliste, où le joueur dirige un héros en vue de côté qui fuit une attaque imminente de robots extraterrestres. Le jeu force le défilement parallaxe horizontale, faisant avancer continuellement le héros vers la droite de l'écran.
Dans Canabalt, le but du jeu est le scoring. À l'instar de Robot Unicorn Attack, le joueur augmente son score en allant le plus loin possible dans le niveau